# ATP Mumbai Open
L'ATP Mumbai Open, in precedenza Shanghai Open e ATP Vietnam Open, noto anche come Kingfisher Airlines Tennis Open per ragioni di sponsorizzazione, è stato un torneo di tennis professionistico maschile che faceva parte delle International Series nell'ambito dell'ATP Tour. Si è svolto annualmente dal 1996 al 2007 e ha cambiato sede due volte.

## Storia
Il torneo, inizialmente esclusivamente maschile, è nato nel 1996 a Shanghai su campi sintetici indoor, diventando così il secondo torneo asiatico del circuito maggiore in ordine cronologico, tre anni dopo l'inaugurazione del Torneo di Pechino.
Nel 2000, con il trasferimento del Tier IV di Pechino a Shanghai, il torneo assume maggiore rilevanza, ma nel 2004, nell'ottica di una maggiore diffusione del tennis in Asia e in seguito allo spostamento di due anni prima della Masters Series Cup proprio a Shanghai, il torneo viene di nuovo diviso: quello femminile ritorna a Pechino e quello maschile viene dirottato a Città di Ho Chi Minh, in Vietnam, dove prende anche il nome ATP Vietnam Open.
Nel 2005 il torneo viene spostato in India, prima a Mumbai per due edizioni, e nel 2008 a Bangalore, quando però il torneo viene annullato per problemi relativi alla sicurezza. Nel 2009 è stato poi escluso dal calendario ATP.

## Albo d'oro

### Singolare
| Luogo                | Anno | Vincitore          | Finalista         | Punteggio        |
| -------------------- | ---- | ------------------ | ----------------- | ---------------- |
| Bangalore            | 2008 | Non disputato      | Non disputato     | Non disputato    |
| Mumbai               | 2007 | Richard Gasquet    | Olivier Rochus    | 6–3, 6–4         |
| Mumbai               | 2006 | Dmitrij Tursunov   | Tomáš Berdych     | 6–3, 3–6, 7–6(5) |
| Città di Ho Chi Minh | 2005 | Jonas Björkman     | Radek Štěpánek    | 6–3, 7–6(4)      |
| Shanghai             | 2004 | Guillermo Cañas    | Lars Burgsmüller  | 6–1, 6–0         |
| Shanghai             | 2003 | Mark Philippoussis | Jiří Novák        | 6–2, 6–1         |
| Shanghai             | 2002 | Non disputato      | Non disputato     | Non disputato    |
| Shanghai             | 2001 | Rainer Schüttler   | Michel Kratochvil | 6–3, 6–4         |
| Shanghai             | 2000 | Magnus Norman (2)  | Sjeng Schalken    | 6–4, 4–6, 6–3    |
| Shanghai             | 1999 | Magnus Norman (1)  | Marcelo Ríos      | 2–6, 6–3, 7–5    |
| Shanghai             | 1998 | Michael Chang      | Goran Ivanišević  | 4–6, 6–1, 6–2    |
| Shanghai             | 1997 | Ján Krošlák        | Aleksandr Volkov  | 6–2, 7–6(2)      |
| Shanghai             | 1996 | Andrej Ol'chovskij | Mark Knowles      | 7–6(5), 6–2      |

### Doppio
| Luogo                | Anno | Vincitori                              | Finalisti                           | Punteggio            |
| -------------------- | ---- | -------------------------------------- | ----------------------------------- | -------------------- |
| Bangalore            | 2008 | Non disputato                          | Non disputato                       | Non disputato        |
| Mumbai               | 2007 | Robert Lindstedt Jarkko Nieminen       | Rohan Bopanna Aisam-ul-Haq Qureshi  | 7–6(3), 7–6(5)       |
| Mumbai               | 2006 | Mario Ančić Mahesh Bhupathi (2)        | Rohan Bopanna Mustafa Ghouse        | 6–4, 6(6)–7, [10–8]  |
| Città di Ho Chi Minh | 2005 | Lars Burgsmüller Philipp Kohlschreiber | Ashley Fisher Robert Lindstedt      | 5(3)–6, 6–4, 6–2     |
| Shanghai             | 2004 | Jared Palmer Pavel Vízner              | Rick Leach Brian MacPhie            | 4–6, 7–6(4), 7–6(11) |
| Shanghai             | 2003 | Wayne Arthurs Paul Hanley              | Zeng Shaoxuan Ben-qiang Zu          | 6–2, 6–4             |
| Shanghai             | 2002 | Non disputato                          | Non disputato                       | Non disputato        |
| Shanghai             | 2001 | Byron Black Thomas Shimada             | John-Laffnie de Jager Robbie Koenig | 6–2, 3–6, 7–5        |
| Shanghai             | 2000 | Paul Haarhuis Sjeng Schalken           | Petr Pála Pavel Vízner              | 6–2, 3–6, 6–4        |
| Shanghai             | 1999 | Sébastien Lareau Daniel Nestor         | Todd Woodbridge Mark Woodforde      | 7–5, 6–3             |
| Shanghai             | 1998 | Mahesh Bhupathi (1) Leander Paes       | Todd Woodbridge Mark Woodforde      | 6–4, 6(2)–7, 7–6(4)  |
| Shanghai             | 1997 | Maks Mirny Kevin Ullyett               | Tomas Nydahl Stefano Pescosolido    | 7–6, 6–7, 7–5        |
| Shanghai             | 1996 | Mark Knowles Roger Smith               | Jim Grabb Michael Tebbutt           | 4–6, 6–2, 7–6        |